# Nguyên Lý
Nguyên Lý là một xã thuộc huyện Lý Nhân, tỉnh Hà Nam, Việt Nam.
Xã Nguyên Lý có diện tích 8,31 km², dân số năm 1999 là 11487 người, mật độ dân số đạt 1382 người/km².